# Lista planetelor minore/24201–24300
Aceasta este Lista planetelor minore/24201–24300; pentru a naviga prin lista completă vezi Lista planetelor minore.
Pentru ale detalii vezi și Proiect:Astronomie sau Portal:Astronomie.
| Nume                 | Denumire provizorie | Data descoperirii | Locul descoperirii     | Descoperitor(i)       |
| -------------------- | ------------------- | ----------------- | ---------------------- | --------------------- |
| 24201 Davidkeith     | 1999 XL40           | 7 decembrie 1999  | Socorro                | LINEAR                |
| 24202 -              | 1999 XR42           | 7 decembrie 1999  | Socorro                | LINEAR                |
| 24203 -              | 1999 XA46           | 7 decembrie 1999  | Socorro                | LINEAR                |
| 24204 Trinkle        | 1999 XZ46           | 7 decembrie 1999  | Socorro                | LINEAR                |
| 24205 -              | 1999 XC48           | 7 decembrie 1999  | Socorro                | LINEAR                |
| 24206 Mariealoia     | 1999 XH48           | 7 decembrie 1999  | Socorro                | LINEAR                |
| 24207 -              | 1999 XJ49           | 7 decembrie 1999  | Socorro                | LINEAR                |
| 24208 Stelguerrero   | 1999 XC51           | 7 decembrie 1999  | Socorro                | LINEAR                |
| 24209 -              | 1999 XM51           | 7 decembrie 1999  | Socorro                | LINEAR                |
| 24210 Handsberry     | 1999 XM52           | 7 decembrie 1999  | Socorro                | LINEAR                |
| 24211 Barbarawood    | 1999 XD53           | 7 decembrie 1999  | Socorro                | LINEAR                |
| 24212 -              | 1999 XW59           | 7 decembrie 1999  | Socorro                | LINEAR                |
| 24213 -              | 1999 XA61           | 7 decembrie 1999  | Socorro                | LINEAR                |
| 24214 Jonchristo     | 1999 XC67           | 7 decembrie 1999  | Socorro                | LINEAR                |
| 24215 Jongastel      | 1999 XN68           | 7 decembrie 1999  | Socorro                | LINEAR                |
| 24216 -              | 1999 XR68           | 7 decembrie 1999  | Socorro                | LINEAR                |
| 24217 Paulroeder     | 1999 XO70           | 7 decembrie 1999  | Socorro                | LINEAR                |
| 24218 Linfrederick   | 1999 XV70           | 7 decembrie 1999  | Socorro                | LINEAR                |
| 24219 Chrisodom      | 1999 XW71           | 7 decembrie 1999  | Socorro                | LINEAR                |
| 24220 -              | 1999 XJ72           | 7 decembrie 1999  | Socorro                | LINEAR                |
| 24221 -              | 1999 XT73           | 7 decembrie 1999  | Socorro                | LINEAR                |
| 24222 -              | 1999 XW74           | 7 decembrie 1999  | Socorro                | LINEAR                |
| 24223 -              | 1999 XR76           | 7 decembrie 1999  | Socorro                | LINEAR                |
| 24224 Matthewdavis   | 1999 XU76           | 7 decembrie 1999  | Socorro                | LINEAR                |
| 24225 -              | 1999 XV80           | 7 decembrie 1999  | Socorro                | LINEAR                |
| 24226 Sekhsaria      | 1999 XM81           | 7 decembrie 1999  | Socorro                | LINEAR                |
| 24227 -              | 1999 XU86           | 7 decembrie 1999  | Socorro                | LINEAR                |
| 24228 -              | 1999 XC87           | 7 decembrie 1999  | Socorro                | LINEAR                |
| 24229 -              | 1999 XC90           | 7 decembrie 1999  | Socorro                | LINEAR                |
| 24230 -              | 1999 XE90           | 7 decembrie 1999  | Socorro                | LINEAR                |
| 24231 -              | 1999 XN91           | 7 decembrie 1999  | Socorro                | LINEAR                |
| 24232 Lanthrum       | 1999 XA92           | 7 decembrie 1999  | Socorro                | LINEAR                |
| 24233 -              | 1999 XD94           | 7 decembrie 1999  | Socorro                | LINEAR                |
| 24234 -              | 1999 XA95           | 8 decembrie 1999  | Socorro                | LINEAR                |
| 24235 -              | 1999 XK95           | 7 decembrie 1999  | Oizumi                 | T. Kobayashi          |
| 24236 Danielberger   | 1999 XS96           | 7 decembrie 1999  | Socorro                | LINEAR                |
| 24237 -              | 1999 XL97           | 7 decembrie 1999  | Socorro                | LINEAR                |
| 24238 Adkerson       | 1999 XQ97           | 7 decembrie 1999  | Socorro                | LINEAR                |
| 24239 Paulinehiga    | 1999 XX97           | 7 decembrie 1999  | Socorro                | LINEAR                |
| 24240 Tinagal        | 1999 XV99           | 7 decembrie 1999  | Socorro                | LINEAR                |
| 24241 -              | 1999 XK100          | 7 decembrie 1999  | Socorro                | LINEAR                |
| 24242 -              | 1999 XY100          | 7 decembrie 1999  | Socorro                | LINEAR                |
| 24243 -              | 1999 XL101          | 7 decembrie 1999  | Socorro                | LINEAR                |
| 24244 -              | 1999 XY101          | 7 decembrie 1999  | Socorro                | LINEAR                |
| 24245 Ezratty        | 1999 XB102          | 7 decembrie 1999  | Socorro                | LINEAR                |
| 24246 -              | 1999 XC102          | 7 decembrie 1999  | Socorro                | LINEAR                |
| 24247 -              | 1999 XD105          | 9 decembrie 1999  | Fountain Hills⁠(d)      | C. W. Juels⁠(d)        |
| 24248 -              | 1999 XU105          | 11 decembrie 1999 | Oizumi                 | T. Kobayashi          |
| 24249 Bobbiolson     | 1999 XC107          | 4 decembrie 1999  | Catalina               | CSS                   |
| 24250 Luteolson      | 1999 XS109          | 4 decembrie 1999  | Catalina               | CSS                   |
| 24251 -              | 1999 XL117          | 5 decembrie 1999  | Catalina               | CSS                   |
| 24252 -              | 1999 XW117          | 5 decembrie 1999  | Catalina               | CSS                   |
| 24253 -              | 1999 XX120          | 5 decembrie 1999  | Catalina               | CSS                   |
| 24254 -              | 1999 XB122          | 7 decembrie 1999  | Catalina               | CSS                   |
| 24255 -              | 1999 XR124          | 7 decembrie 1999  | Catalina               | CSS                   |
| 24256 -              | 1999 XZ125          | 7 decembrie 1999  | Catalina               | CSS                   |
| 24257 -              | 1999 XQ126          | 7 decembrie 1999  | Catalina               | CSS                   |
| 24258 -              | 1999 XH127          | 9 decembrie 1999  | Fountain Hills⁠(d)      | C. W. Juels⁠(d)        |
| 24259 Chriswalker    | 1999 XR127          | 12 decembrie 1999 | Goodricke-Pigott⁠(d)    | R. A. Tucker⁠(d)       |
| 24260 Kriváň         | 1999 XW127          | 13 decembrie 1999 | Ondřejov⁠(d)            | P. Kušnirák⁠(d)        |
| 24261 Judilegault    | 1999 XA130          | 12 decembrie 1999 | Socorro                | LINEAR                |
| 24262 -              | 1999 XG133          | 12 decembrie 1999 | Socorro                | LINEAR                |
| 24263 -              | 1999 XL133          | 12 decembrie 1999 | Socorro                | LINEAR                |
| 24264 -              | 1999 XL143          | 15 decembrie 1999 | Fountain Hills⁠(d)      | C. W. Juels⁠(d)        |
| 24265 Banthonytwarog | 1999 XU143          | 13 decembrie 1999 | Farpoint               | G. Hug⁠(d), G. Bell⁠(d) |
| 24266 -              | 1999 XE144          | 13 decembrie 1999 | Višnjan Observatory⁠(d) | K. Korlević           |
| 24267 -              | 1999 XU144          | 6 decembrie 1999  | Kitt Peak              | Spacewatch            |
| 24268 Charconley     | 1999 XN156          | 8 decembrie 1999  | Socorro                | LINEAR                |
| 24269 Kittappa       | 1999 XL157          | 8 decembrie 1999  | Socorro                | LINEAR                |
| 24270 Dougskinner    | 1999 XD158          | 8 decembrie 1999  | Socorro                | LINEAR                |
| 24271 -              | 1999 XR159          | 8 decembrie 1999  | Socorro                | LINEAR                |
| 24272 -              | 1999 XE165          | 8 decembrie 1999  | Socorro                | LINEAR                |
| 24273 -              | 1999 XO166          | 10 decembrie 1999 | Socorro                | LINEAR                |
| 24274 Alliswheeler   | 1999 XN167          | 10 decembrie 1999 | Socorro                | LINEAR                |
| 24275 -              | 1999 XW167          | 10 decembrie 1999 | Socorro                | LINEAR                |
| 24276 -              | 1999 XO169          | 10 decembrie 1999 | Socorro                | LINEAR                |
| 24277 Schoch         | 1999 XQ169          | 10 decembrie 1999 | Socorro                | LINEAR                |
| 24278 Davidgreen     | 1999 XZ170          | 10 decembrie 1999 | Socorro                | LINEAR                |
| 24279 -              | 1999 XR171          | 10 decembrie 1999 | Socorro                | LINEAR                |
| 24280 Rohenderson    | 1999 XE172          | 10 decembrie 1999 | Socorro                | LINEAR                |
| 24281 -              | 1999 XT174          | 10 decembrie 1999 | Socorro                | LINEAR                |
| 24282 -              | 1999 XB179          | 10 decembrie 1999 | Socorro                | LINEAR                |
| 24283 -              | 1999 XE179          | 10 decembrie 1999 | Socorro                | LINEAR                |
| 24284 -              | 1999 XJ183          | 12 decembrie 1999 | Socorro                | LINEAR                |
| 24285 -              | 1999 XC188          | 12 decembrie 1999 | Socorro                | LINEAR                |
| 24286 -              | 1999 XU188          | 12 decembrie 1999 | Socorro                | LINEAR                |
| 24287 -              | 1999 XC189          | 12 decembrie 1999 | Socorro                | LINEAR                |
| 24288 -              | 1999 XR189          | 12 decembrie 1999 | Socorro                | LINEAR                |
| 24289 Anthonypalma   | 1999 XO190          | 12 decembrie 1999 | Socorro                | LINEAR                |
| 24290 -              | 1999 XS190          | 12 decembrie 1999 | Socorro                | LINEAR                |
| 24291 -              | 1999 XJ191          | 12 decembrie 1999 | Socorro                | LINEAR                |
| 24292 Susanragan     | 1999 XV191          | 12 decembrie 1999 | Socorro                | LINEAR                |
| 24293 -              | 1999 XW191          | 12 decembrie 1999 | Socorro                | LINEAR                |
| 24294 -              | 1999 XE193          | 12 decembrie 1999 | Socorro                | LINEAR                |
| 24295 -              | 1999 XX200          | 12 decembrie 1999 | Socorro                | LINEAR                |
| 24296 Marychristie   | 1999 XW212          | 14 decembrie 1999 | Socorro                | LINEAR                |
| 24297 Jonbach        | 1999 XZ213          | 14 decembrie 1999 | Socorro                | LINEAR                |
| 24298 -              | 1999 XC221          | 14 decembrie 1999 | Socorro                | LINEAR                |
| 24299 -              | 1999 XE221          | 14 decembrie 1999 | Socorro                | LINEAR                |
| 24300 -              | 1999 XX223          | 13 decembrie 1999 | Kitt Peak              | Spacewatch            |